# チェルキアーラ・ディ・カラーブリア
チェルキアーラ・ディ・カラーブリア（イタリア語: Cerchiara di Calabria）は、イタリア共和国カラブリア州コゼンツァ県にある、人口約2,300人の基礎自治体（コムーネ）。

## 地理

### 位置・広がり

#### 隣接コムーネ
隣接するコムーネは以下の通り。
- アレッサンドリア・デル・カッレット
- カッサーノ・アッロ・イオーニオ
- カストロヴィッラリ
- チーヴィタ
- フランカヴィッラ・マリッティマ
- プラータチ
- サン・ロレンツォ・ベッリッツィ
- テッラノーヴァ・ディ・ポッリーノ (PZ)
- ヴィッラピアーナ